# 奥尔登堡地区林登
奥尔登堡地区林登，简称林登（德語：Lindern，發音：[ˈlɪndɐn] ⓘ），是德国下萨克森州克洛彭堡县的市镇，面积为65.8平方千米，2023年12月31日总人口为5,060人。